# 노희동
노희동(한국 한자: 盧熙東, 2002년 6월 3일 ~ )은 대한민국의 축구 선수이다. 포지션은 골키퍼이다. 현재 K리그1 광주 FC의 소속이다.